# Iglesias (Spanyolország)
Iglesias egy község Spanyolországban, Burgos tartományban. Iglesias Hornillos del Camino, Estépar, Tamarón, Los Balbases, Villaquirán de la Puebla, Hontanas, Castellanos de Castro, Sasamón és Isar községekkel határos. Lakosainak száma 141 fő (2024).

## Népesség
A település népessége az utóbbi években az alábbiak szerint változott:
| Lakosok száma | 185  | 163  | 156  | 149  | 149  | 135  | 143  | 145  | 146  | 141  |
|               | 2001 | 2004 | 2006 | 2009 | 2011 | 2014 | 2016 | 2019 | 2021 | 2024 |